# Montaguto
Montaguto är en ort och kommun i provinsen Avellino i regionen Kampanien i Italien. Kommunen hade 408 invånare (2017).